# Chiloconger dentatus
Chiloconger dentatus är en fiskart som först beskrevs av Garman, 1899.  Chiloconger dentatus ingår i släktet Chiloconger och familjen havsålar. IUCN kategoriserar arten globalt som livskraftig. Inga underarter finns listade i Catalogue of Life.